# Heinrich Dittmar (Historiker)
Heinrich Dittmar (* 25. September 1934 in Gießen; † 14. Dezember 2014 in Alsfeld) war ein deutscher Historiker und Pädagoge, der sich besonders um die Aufarbeitung der Geschichte der Juden verdient gemacht hat. Er war verheiratet und lebte in Alsfeld.

## Leben
Heinrich Dittmar absolvierte ein Lehrerstudium mit Hauptfach Soziologie und Geschichte am Pädagogischen Institut in Jugenheim/Bergstraße. Von 1957 bis 1963 arbeitete er als Lehrer in Ober-Gleen. Es folgte ein Studium der Sonderpädagogik an der Philipps-Universität in Marburg. Bis zum Jahre 1993 war er Leiter der Sonderschule in Alsfeld, Oberhessen. Seit 1975 war er Mitglied des Denkmalbeirates des Vogelsbergkreises. Zwei Wahlperioden war er Mitglied des Landesdenkmalrates beim Ministerium für Kunst und Wissenschaft. Lange beschäftigten ihn Fragen der Denkmalpflege. Seit 1975 arbeitete er an der Geschichte der ehemaligen jüdischen Bevölkerung in Oberhessen und war in vielen Organisationen, die diese Arbeit fördern, tätig:
- Förderverein zur Geschichte des Landjudentums im Vogelsberg
- Verein für Christlich-Jüdische Zusammenarbeit in Fulda
- Arbeitskreis Gedenkstätten der Hessischen Landeszentrale für Politische Bildung
- In Verbindung mit dem Landesverband der Jüdischen Gemeinden in Hessen leistete er Betreuungsarbeit an den Jüdischen Friedhöfen des Vogelsbergkreises.

## Leistungen
Heinrich Dittmar beschäftigte sich mit der Erforschung der jüdischen Geschichte, um die Erinnerung an die jüdischen Familien der Region und deren Schicksal während der NS-Zeit vor dem Vergessen zu bewahren.
Seit 1975 sammelte und sichtete er Material über die jüdische Vergangenheit in den Archiven der Region Vogelsbergkreis. In Gesprächen mit Bürgern und in Zusammenarbeit mit dem Jüdischen Museum Frankfurt, der jüdischen Gemeinde Fulda und dem Landesverband der Jüdischen Gemeinden in Hessen wurden weitere Informationen gesammelt und Verbindungen geknüpft. Sein Buch Die Geschichte der Juden von Alsfeld beschreibt, wie eng das deutsch-jüdische Verhältnis seit dem 17. Jahrhundert in der Region war.
Besonderen Wert legte Dittmar auf die Betreuung ehemaliger Alsfelder Juden. Er knüpfte Kontakte zu
jüdischen Mitbürgern, die jetzt in Großbritannien oder USA leben, und lud sie in ihre frühere Heimatstadt ein. In einigen Fällen konnten Verwandte wieder zusammengeführt werden. Für diese Leistungen erhielt er 2003 den Obermayer Award für Deutsch Jüdische Verständigung. William C. und Judith Freund aus Millington, New Jersey und Michael Maynard aus London, England, ehemalige Alsfelder Juden, schlugen ihn dafür vor.
Das Archiv von Heinrich Dittmar wurde an das Hessische Staatsarchiv Darmstadt übergeben.
Seine umfangreiche Judaica-Sammlung von fast 1000 Bänden befindet sich im Stadtarchiv Fulda.

## Auszeichnungen
- 1984 Ehrenbrief des Landes Hessen
- 1994 Bundesverdienstkreuz am Bande
- 2003 Obermayer German Jewish History Award

## Schriften
- Aus der Geschichte der Alsfelder Juden. In: Hessische Heimat. 35. Jahrgang/Heft 2, Sommer 1985
- Geschichte der Juden in Alsfeld Heinrich Dittmar/Herbert Jäkel, Alsfeld, Geschichts- u. Museumsverein, 1988, ISBN 3-927284-00-9
- Spuren … Spurensuche, Wegweiser zu den jüdischen Stätten im Vogelsberg. Sonderdruck 1994
- Mazel und Schlamassel – Zum 9. Nov. 1938. Sonderdruck November 2000
- 9.11.1938 – 9. 11. 2001 – Gegen das Vergessen – Besuch der Familien Strauss in der alten Heimat. Sonderdruck November 2001